# ابراهیم روگوا
ابراهیم روگوا (انگلیسی: Ibrahim Rugova؛ زاده ۲ دسامبر ۱۹۴۴ – درگذشته ۲۱ ژانویهٔ ۲۰۰۶) یک سیاست‌مدار اهل کوزوو بود.

## جوایز
ابراهیم روگوا از برندگان جایزه ساخاروف بوده‌است.